# 全国高校生花いけバトル
全国高校花いけバトル（ぜんこくこうこうせいはないけバトル）は、日本国内の高等学校に在学中の生徒を対象とした華道の競技会。
同一の学校に通う生徒（華道部、フラワーアレンジメント部等の部員でなくても可）2名1組でチームを編成し、即興（制限時間5分、器と花は当日指定される）で花をいけ、対戦チームと優劣を競う（観客・審査員の判定で勝敗を決定）。2017年に香川県高松市で第1回が開催された。
2021年からは開催形式と開催地が異なる「高校生花いけバトル全国選抜大会」も並行する形で実施されている。

## 開催の経緯
香川県や同県の花卉業者によって、香川県を「生け花に情熱を燃やす高校生の『聖地』」とする目的で企画された。香川県では全国大会に先行して2016年2月から県内の高校による交流戦が実施されていた。開始当時の実行委員会の会長は香川県知事の浜田恵造（当時）が務めた。

## 出場校選定方法
第1回では全国を8ブロックに分けて各ブロックの予選を勝ち上がった8校と、開催地枠として実施される香川大会の優勝校をあわせた9校が出場した。第1回大会では、香川県から香川大会代表の高松第一高等学校と四国大会代表の英明高等学校の2校が出場した。ブロック数（香川県以外）はその後、第3回（2019年度）に10ブロック（沖縄県を追加）、第5回（2021年度）に11ブロック（北海道を追加）に拡大している。ブロックの名称や区分には変更があり、第1回から第7回まで変更がないのは関東・近畿・四国・香川の4ブロックである。第8回（2024年）は香川および他の11ブロック（北海道・東北・茨城・上信越・関東・神奈川・岐阜・近畿・広島・四国・福岡）である。

## 歴史

### 第1回（2017年度）
- 「第1回全国高校生花いけバトル 栗林公園杯2017」[7]
- 出場数：77校、123チーム
- 決勝大会（予選） 2017年8月19日（土） 開催地：サンポートホール高松
- 決勝大会（準決勝～決勝） 2017年8月20日（日） 開催地：栗林公園商工奨励館
- 優勝者　：「モルフォ」（山田・大庭組）、優勝高校：宮城県柴田農林高等学校[8]
- 準優勝者：「縁」（近藤・西尾組）、準優勝高校：高松第一高等学校[8]

### 第2回（2018年度）
- 「第2回全国高校生花いけバトル 栗林公園杯2018」
- 出場数：89校、158チーム[9]
- 決勝大会（予選） 2018年8月18日（土） 開催地：レクザムホール[9]
- 決勝大会（準決勝～決勝） 2018年8月19日（日） 開催地：レクザムホール[9]
- 優勝者：「Tinker Bell」（吉田・杉山組）、優勝高校：岐阜県立大垣養老高等学校[9][10]
- 準優勝者：「みなづき」（高橋・三島組）、準優勝高校：広島県立福山誠之館高等学校[10][11]

### 第3回（2019年度）
- 「第3回全国高校生花いけバトル 栗林公園杯2019」
- 出場数：93校、187チーム[12]
- 決勝大会（予選） 2019年8月10日（土） 開催地：レクザムホール[13]
- 決勝大会（準決勝～決勝）2019年8月11日（日）開催地：レクザムホール[13]
- 優勝者：「生花潮流」（今村・貫目組）、優勝高校：広島市立基町高等学校[12][13][14]
- 準優勝者：「Marguerite」（藤本・深沢組[15][16]）、準優勝高校：田園調布雙葉高等学校[17]

### 第4回（2020年度）
新型コロナウイルスの感染拡大を受けて予選を延期し、2020年8月時点では秋以降の開催を目指すとしていた。予選大会は沖縄県を除いて2020年10月以降に実施され、決勝大会の開催は2021年1月となり、事前に録画した実技を審査員が採点、その模様をネット配信して実施した。実際の競技では「2名1組」は、1名ずつリレー形式（「先鋒・次鋒」と呼称）で実施する形となった
- 「第4回全国高校生花いけバトル 栗林公園杯2020」
- 出場数：70校、153チーム[20]
- 決勝大会審査：2021年1月23日（土）・24日（日）　審査会場：高松盆栽の郷
- 優勝者：「Marguerite」（藤本・深沢組）、優勝高校：田園調布雙葉高等学校 ※前年の準優勝チーム[15][16]
- 準優勝者：「飯山 愛・愛」（田村・逢坂組）、準優勝高校：香川県立飯山高等学校[16]

### 第5回（2021年度）
前年の日程と同様に、1月に決勝戦が開催された。当初決勝戦は2年ぶりに観客付き・出場校集合での開催が予定されていたが、新型コロナウイルスの感染拡大により無観客に変更された。実技は前年に引き続き、リレー形式である。
- 「第5回全国高校生花いけバトル 栗林公園杯2021」
- 出場数：90校、190チーム[5]
- 決勝大会：2022年1月22日（土）・23日（日）開催地：レクザムホール[21]。
- 優勝者：「雪月風花」（元島・関組）、優勝高校：茨城県立土浦第一高等学校[5][22]
- 準優勝者：「相愛凜佳」（小中・辻組）、準優勝高校：相愛高等学校[5][22]

### 第6回（2022年度）
第4回以降と同様1月の決勝戦開催となり、3年ぶりに有観客・出場校集合の形式で実施された。
- 「第6回全国高校生花いけバトル 栗林公園杯2022」
- 出場数：104校、231チーム[25]
- 決勝大会：2023年1月23日（日）開催地：レクザムホール[26]
- 優勝者：「相愛楓葉」（松田・上田組）[25]、優勝高校：相愛高等学校[23]
- 準優勝者：「絢爛」（秦・引田組）[25]、準優勝高校：福岡県立修猷館高等学校[23]

### 第7回（2023年度）
2023年4月13日に、今年度も6月から予選を開催し、決勝大会を2024年に高松市で実施することが香川県庁より発表された。
- 「第7回全国高校生花いけバトル　全国大会」※今回から「栗林公園杯」の名称がなくなった。
- 出場数：113校、260チーム[28]
- 決勝大会：2024年2月4日（日）開催地：レクザムホール[29]
- 優勝者：「飯山花笑み」（黒川・秦組）、優勝高校：香川県立飯山高等学校[30][31]
  - 地元・香川県の高校が優勝するのは初となる[30]。
- 準優勝者：「相愛楓葉」（松田・上田組）、準優勝高校：相愛高等学校[31] ※前年の優勝チーム[32]

### 第8回（2024年度）
前年同様6月から予選を開始し、2025年2月2日に高松市で決勝大会が実施された。
- 「第8回全国高校生花いけバトル　全国大会」
- 出場数：120校、282チーム[34]
- 決勝大会：2025年2月2日（日）開催地：レクザムホール[35]
- 優勝者：「めがね」（花田・金子組）　、優勝高校：東京都立小石川中等教育学校[36]
- 準優勝者：「ツルニチニチソウ」（谷口・岸組）、準優勝高校：関東学院中学校高等学校 [37]

## 全国選抜大会
予選を実施せず、前年の地区大会に出場した学校の中から出場校選考委員会が選出した代表校同士で争う。岐阜県の関係者が2019年頃から選抜大会の創設に動き、2021年に第1回が開催された。開催地は岐阜県内となっている。学校選抜に際しては、主催地の岐阜県から全国大会の地区予選に審査員を派遣し、独自の評価により決定される。

### 開催形式
- 1チームは3人[40]。
- 予選リーグと決勝トーナメントに分かれ、予選リーグは3校ずつの対戦で審査員による評価上位6校が決勝トーナメントに進出[40]。予選はチーム（3人中2人）作品と個人戦の2種目の合計で争う[41]。
- 決勝トーナメントは2校ずつの対戦の勝者3校と、敗者3校の復活戦勝者により準決勝を実施[40]。
- 準決勝は指定花材での対戦で決勝進出チームを決め、決勝はメンバー各員の作品の合計点数で競われる[40]。
- 準決勝敗退チームは3位表彰を受ける[38]。また準決勝以上のチームから個人賞としてMVPが選出される（第1回のみ「特別賞」）[38]。

### 歴史 (全国選抜大会)

#### 第1回（2021年度）
- 開催日：2021年11月28日
- 会場：カラフルタウン岐阜（岐阜市） 1階カラフルパーク[40]
- 参加校：13校（代表選出は15校）[38]
- 優勝者：「相愛乙女椿」、優勝高校：相愛高等学校[38]
- 準優勝者：「LJK」、準優勝高校：大阪府立園芸高等学校[38]

#### 第2回（2022年度）
- 開催日：2022年5月28日[38]
- 会場：ぎふワールド・ローズガーデン（可児市）[38]
- 参加校：15校[38]
- 優勝者：「雪月風花」、優勝高校：茨城県立土浦第一高等学校[38]
  - 前年度の全国大会優勝校で、両方の大会を制した初の例となった。
- 準優勝者：「チーム赤池」、準優勝高校：静岡県立田方農業高等学校[38]

#### 第3回（2023年度）
- 開催日：2023年5月20日[38]
- 会場：ぎふワールド・ローズガーデン（可児市）[42]
- 参加校：15校[42]
- 優勝者：「びーとるず」、優勝高校：岐阜県立岐阜農林高等学校
  - 初の開催県地元高校の優勝。
- 準優勝者：「First」、準優勝高校：金沢市立工業高等学校

#### 第4回（2024年度）
- 開催日：2024年8月1日[38]
- 会場：ソフトピアジャパンセンターソピアーホール（大垣市）[38]
- 参加校：15校[38]　- 今回は第48回全国高等学校総合文化祭の協賛部門となった[43]。
- 優勝者：「hash」、 優勝高校：正則学園高等学校[44][45]
- 準優勝者：「とびうめ」、準優勝高校：福岡舞鶴高等学校[44][45]

#### 第5回（2025年度）
- 開催日：2025年5月31日[46]
- 会場：ぎふワールド・ローズガーデン[46]
- 参加校：15校[46]
- 優勝者：「舞」、優勝高校：広島工業大学高等学校[47]
- 準優勝者：「花明かり」、準優勝高校：北海道札幌南高等学校[47]

## 地域単独大会
全国大会の予選ではない、地域単独大会の実施例がある。
- 高知大会（2020年 - 2023年、初回は中学生も参加）[48][49]
- 姫路大会（2024年）[50]
  - この大会で準優勝した高校生が、卒業とともに新たな華道の流派を立ち上げたと2025年3月に報じられた[51]。